# Víctor Manuel Pérez Rojas

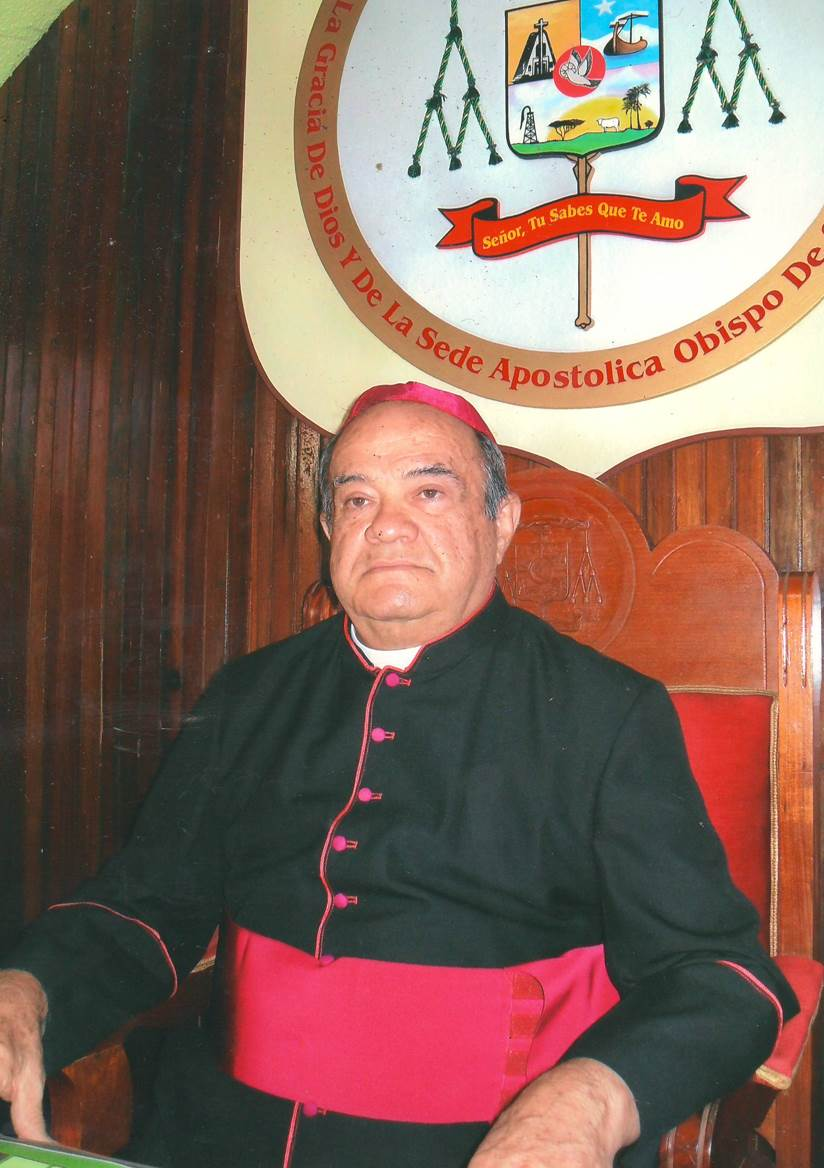
Víctor Manuel Pérez Rojas (2015)

Víctor Manuel Pérez Rojas (* 17. Oktober 1940 in Las Mercedes del Llano; † 12. November 2019 in Caracas) war ein venezolanischer Geistlicher und römisch-katholischer Bischof von San Fernando de Apure.

## Leben
Víctor Manuel Pérez Rojas studierte Philosophie am Seminar von Barquisimeto und Theologie am Interdiözesanseminar von Santa Rosa de Lima in Caracas. Er empfing am 11. September 1965 die Priesterweihe für das Bistum Calabozo. Er war langjährig in kirchlichen Ämtern aktiv und war Gründer mehrerer Schulen und Bildungszentren im Bundesstaat Guárico.
Papst Johannes Paul II. ernannte ihn am 9. Mai 1998 zum Weihbischof im Erzbistum Calabozo und Titularbischof von Tagaria. Die Bischofsweihe spendete ihm der Erzbischof von Calabozo, Helímenas de Jesús Rojo Paredes CIM, am 23. Juni desselben Jahres; Mitkonsekratoren waren Miguel Antonio Salas Salas CIM, Alterzbischof von Mérida, und Baltazar Enrique Porras Cardozo, Erzbischof von Mérida.
Am 7. November 2001 wurde er zum Bischof von San Fernando de Apure ernannt. Papst Franziskus nahm am 15. Juli 2016 seinen altersbedingten Rücktritt an.